# Diocese de San Juan de los Lagos
A Diocese de San Juan de los Lagos (em latim: Dioecesis Sancti Ioannis a Lacubus) é uma diocese da Igreja Católica localizada no município de San Juan de los Lagos, no estado de Jalisco, pertencente a Arquidiocese de Guadalajara no México. Foi fundada em 25 de março de 1972 pelo Papa Paulo VI. Com uma população católica de 980.000 habitantes, sendo 97,2% da população total, possui 92 paróquias com dados de 2021.

## História
Em 25 de março de 1972 o Papa Paulo VI cria a Diocese de San Juan de los Lagos através do território da Arquidiocese de Guadalajara. Em 1973 a diocese tem seu nome em latim alterado, passando de Ioannopolitanae para Lacubus.

## Lista de bispos
A seguir uma lista de bispos desde a criação da diocese em 1972.
|                                                   | Nome                                 | Período     | Notas                                 |
| Bispos                                            | Bispos                               | Bispos      | Bispos                                |
| ------------------------------------------------- | ------------------------------------ | ----------- | ------------------------------------- |
| 7º                                                | José Leopoldo González González      | 2024-       | Atual                                 |
| 6º                                                | Jorge Alberto Cavazos Arizpe         | 2016 - 2022 | Nomeado arcebispo de San Luis Potosí  |
| 5º                                                | Felipe Salazar Villagrana            | 2008 - 2016 | Bispo emérito                         |
| 4º                                                | Javier Navarro Rodríguez             | 1999 - 2007 | Nomeado bispo de Zamora               |
| 3º                                                | José Trinidad Sepúlveda Ruiz-Velasco | 1988 - 1999 |                                       |
| 2º                                                | José López Lara                      | 1981 - 1987 | Faleceu no cargo                      |
| 1º                                                | Francisco Javier Nuño y Guerrero     | 1972 - 1980 |                                       |
| Outros padres dessa diocese que se tonaram bispos |                                      |             |                                       |
| 6º                                                | Cristóbal Ascencio García            | 2014        | Nomeado bispo de Apatzingán           |
| 5º                                                | Gerardo Díaz Vázquez                 | 2014        | Nomeado bispo de Tacámbaro            |
| 4º                                                | Pedro Vázquez Villalobos             | 2012        | Nomeado bispo de Puerto Escondido     |
| 3º                                                | Raúl Gómez González                  | 2009        | Nomeado bispo de Tenancingo           |
| 2º                                                | Juan Navarro Castellanos             | 2004        | Nomeado bispo auxiliar de Acapulco    |
| 1º                                                | José María de la Torre Martín        | 2002        | Nomeado bispo auxiliar de Guadalajara |